# Восточно-азиатский муссон
Восточно-азиатский муссон несёт влажный воздух с Индийского и Тихого океана в Восточную Азию. Он затрагивает примерно треть от общей численности населения планеты, влияя на климат Японии (включая Окинаву), Кореи, Тайваня, Гонконга, Макао, Филиппин, Индокитая, большей части материкового Китая, а также юго-восточной части Дальнего Востока России. Двигателем муссона является разница температур Азиатского континента и Тихого океана. Восточно-азиатский муссон делится на теплый и влажный муссон летом и холодный и сухой зимний муссон. Именно холодный и сухой зимний муссон несет ответственность за отложение эоловой пыли и почвообразования, которые привели к созданию Лёссового плато.
В большинстве лет муссонный поток смещается по очень предсказуемой модели — с юго-восточных ветров в конце июня, в результате чего выпадает значительное количество осадков на Корейском полуострове и в Японии (на Тайване и в Окинаве этот поток начинается в мае). Это приводит к надежному всплеску осадков в июле и августе. Тем не менее, эта модель иногда даёт сбои, приводящие к засухе и неурожаю. Зимой устанавливаются северо-восточные ветра, и полоса муссонных осадков возвращается на юг, что приводит к интенсивному выпадению осадков на юге Китая и Тайваня.
Восточно-азиатский муссон известен как jangma (장마) в Корее. В Японии граница муссона по мере продвижения на север весной называется bai-u , когда  в течение осенних месяцев граница отступает обратно на юг, его называют shurin. За Японией и Кореей, граница муссона обычно принимает форму квазистационарного фронта, отделяющего холодные воздушные массы связанные с Охотским максимумом на севере от жарких влажных воздушных масс связанных с субтропическим хребтом на юге. После того, как граница муссона проходит к северу от данного места, не редкость когда дневная температура превышает 32 °C  с точкой росы 24 °C или выше.